# Чєрний Ваг (водосховище)
Чєрний Ваг (Čierny Váh) — водосховище на річці Чєрний Ваг; місце розташування — округ Ліптовський Мікулаш.
Збудоване в другій половині 20 століття.